# Xeromphalina
Xeromphalina è un genere di funghi della famiglia Mycenaceae. Il genere contiene circa 30 specie.

## Specie
| - X. amara - X. aspera - X. austroandina - X. brunneola - X. campanella - X. campanelloides - X. cauticinalis - X. cirris - X. cornui - X. curtipes' - X. disseminata - X. fraxinophila - X. fulvipes - X. helbergeri - X. javanica - X. junipericola - X. kauffmanii | - X. leonina - X. melizea - X. mesopora - X. nubium - X. nudicaulis - X. orickiana - X. picta - X. podocarpi - X. pruinatipes - X. pumanquensis - X. racemosa - X. setulipes - X. tenuipes - X. tropicalis - X. testacea - X. yungensis |